# Amauroderma secedens
Amauroderma secedens är en svampart som beskrevs av Corner 1983. Amauroderma secedens ingår i släktet Amauroderma och familjen Ganodermataceae.   Inga underarter finns listade i Catalogue of Life.